# DJ Culture
Singles de Pet Shop Boys
Jealousy
(1991) Was It Worth It?
(1991)
DJ Culture est une chanson du duo britannique Pet Shop Boys extraite du premier album de leurs plus grands succès, Discography: The Complete Single Collection, paru le 4 novembre 1991.
Le 14 octobre 1991, trois semaines avant la sortie de l'album, la chanson a été publiée en single. C'était le premier single tiré de cet album.
Le single a atteint la 13e place au Royaume-Uni.